# Бой със снежни топки
„Бой със снежни топки“ (на френски: Bataille de boules de neige) е френски късометражен документален ням филм, заснет от продуцента и режисьор Луи Люмиер в края на 1896 година.

## Сюжет
Камерата, използвана за заснемането на филма е стационарно позиционирана на пъртина, направена по средата на заснежена градска улица. От двете страни на пътеката, няколко мъже и жени са си организирали бой със снежни топки. Един колоездач идва по пътя към битката и е уцелен от няколко снежни топки докато се приближава. Той продължава да се движи към снежното меле и се удря последователно в няколко от участниците в боя, когато се озовава между тях. Колоездачът губи контрол над велосипеда си и пада на земята, а шапката му отхвърча на пътя. Един мъж взима велосипеда и го повдига от земята. Падналият колоездач се изправя на крака, добира се до велосипеда си и го отбутва далече от мъжа. След като наглася велосипеда си, колоездачът се качва на него и се отдалечава от снежния бой в посоката, от която е дошъл. Шапката му остава да лежи на заснежената улица.

## Продукция и реализация
Снимките на филма протичат в края на 1896 година в Лион. Официалната му премиера обаче се състои на 7 февруари 1897 година.